# Mares i filles
Mares i filles (títol original en anglès, Mother and Child) és una pel·lícula dramàtica coral de 2009 escrita i dirigida per Rodrigo García Barcha. Alejandro González Iñárritu, Alfonso Cuarón i Guillermo del Toro s'uneixen a García per plasmar amb gran destresa el poderós lligam que existeix entre una mare i el seu fill.
La cinta es va estrenar el 14 de setembre de 2009 al Festival Internacional de Cinema de Toronto.

## Argument
Davant de la insistència de la seva mare, Karen (Annette Bening) va donar en adopció la filla que va tenir amb 14 anys. Ara, 36 anys més tard, mentre segueix lamentant la pèrdua de la seva filla, troba a un home que està disposat a donar-li una família i una mica d'alegria a la seva vida. Elizabeth (Naomi Watts) és aquella nena que ara ha d'enfrontar-se als seus propis problemes de família, sexualitat i poder. I, mentrestant, Lucy (Kerry Washington) està esperant un nen que no vol.

## Repartiment
- Annette Bening: Karen
- Naomi Watts: Elizabeth
- Samuel L. Jackson: Paul
- Jimmy Smits: Paco
- Eileen Ryan: Nora
- David Morse: Tom
- Cherry Jones: Germana Joanne
- Kerry Washington: Lucy
- Elpidia Carrillo: Sofía
- Amy Brenneman: Dra. Eleanor Stone
- Tatyana Ali: Maria
- Brittany Robertson: Violet
- Lisa Gay Hamilton: Leticia